# ویلیام جی. نایت
ویلیام جی. نایت (به انگلیسی: William J. Knight) فضانورد اهل کشور ایالات متحده آمریکا است که در ۱۸ نوامبر ۱۹۲۹ میلادی در نوبلسویل، ایندیانا زاده شد. وی در مأموریت نورث امریکن ایکس-۱۵ حضور داشته است.